# Antonio Pons Campuzano
Antonio Pons Campuzano (Guayaquil, 10 de novembre 1897 - Guayaquil, 12 de gener de 1980) va ser un metge i polític equatorià. Encarregat del Poder Executiu de l'Equador entre el 21 d'agost i el 26 de setembre de 1935, com a president en funcions, després del derrocament del president Velasco Ibarra, per part dels militars. Va ser també president del Consell Municipal de Guayaquil el 1933.

## Biografia
Antonio Pons Campuzano va néixer el 10 de novembre de 1897, a la ciutat de Guayaquil. Fill del matrimoni entre el barceloní Antoni Pons i Curet i de la colombiana Trinidad Campuzano Santos. Es va graduar de metge i va començar a exercir la seva professió a la ciutat de Guayaquil.
El 1933 va ser president del Consell Municipal de Guayaquil. Després, el president Velasco Ibarra li va oferir la governació de la província de Guayas, que va acceptar i així renuncià a la dignitat municipal. Va durar poques setmanes en la governació, ja que en va sortir per diferències amb l'executiu. Després tornà a la seva professió de metge.
El mateix president Velasco Ibarra, el va designar rector del Col·legi Nacional Vicente Rocafuerte, i més tard ministre de Govern; càrrec que va exercir intentant reduir les diferències entre l'executiu i el legislatiu. Va renunciar al càrrec el 20 d'agost de 1935, dia en què el President Velasco Ibarra, es declarà dictador. Va ser encarregat del Poder Executiu de l'Equador des del 21 d'agost de 1935, després del derrocament del president Velasco Ibarra, per part dels militars, fins al 26 de setembre del mateix any, data en què va renunciar davant l'alt comandament militar.
Després d'ocupar el càrrec d'ambaixador a l'Argentina el 1936, es va retirar definitivament de la política i es va dedicar a la seva professió i a l'administració del seu patrimoni en Guayaquil, on va morir el 12 de gener de 1980.

## Encàrrec del Poder Executiu
El matí del 20 d'agost de 1935, dia en què el President Velasco Ibarra es declarava dictador; va renunciar al càrrec de ministre de Govern, per estar en desacord amb aquesta mesura. L'acció del president no va ser seguida pels militars i l'intent de Velasco Ibarra va fracassar.
Aquell mateix matí, a l'hotel Savoy, on s'allotjava, una comitiva militar el va anar a visitar perqué assistís a una reunió a casa del comandant Plaza. Pons hi va ser, i allí un militar de cognom Solís li va demanar que acceptés la presidència i després nomenés ministre de Govern Carlos Arroyo del Río com a substitut, cosa que Pons rebutja. A la matinada del 21 d'agost, una comissió de militars (més nombrosa que l'anterior) el va acompanyar al Palau Presidencial, per a signar el seu primer decret, on s'encarregava del Poder Executiu. Ja al matí del mateix dia va anar a visitar al deposat president dictador perquè renunciés a la presidència abans que fos deposat pel Congrés i li va facilitar la sortida del país cap a Colòmbia.
Durant el seu govern, va signar diversos projectes a favor de la infantesa equatoriana, va fixar el dia del Nen al calendari i va alertar el país sobre el perill que hi havia en una Constitució tan caòtica com la del 1929 on un vot de desconfiança del Congrés podia deixar el pa{is sense gabinet. El 26 de setembre del mateix any, a 36 dies de gestió escassos, després de reflexionar sobre la catàstrofe que ocasionaria l'ascensió de forces tan perilloses com la dreta en ple apogeu del feixisme mundial; va renunciar a la presidència davant l'alta cúpula militar, els quals van donar el mandat suprem a Federico Páez Chiriboga.